# Martha Gunkel
Martha Gunkel (* 5. Oktober 1858 in der Provinz Preußen; † 29. Juni 1913 in Neukölln (zuvor bis 1912 Rixdorf)) war eine deutsche Pädagogin und Begründerin der ersten Höheren Mädchenschule zu Rixdorf.

## Leben
Sie gilt als Begründerin der ersten Höheren Mädchenschule zu Rixdorf vom 8. Oktober 1888 bis 7. April 1910. Bis 1907 war die Privatschule von Martha Gunkel für junge Frauen um die Jahrhundertwende die einzige Möglichkeit in Berlin eine Schule zu besuchen.
Sie lebte zuletzt in Rixdorf in der Berliner Straße (heute Karl-Marx-Straße 166), wo heute noch eine Gedenktafel darauf hinweist.